# Espérance TV
 (février 2017).
Espérance TV (Inter-Amérique) est une chaîne de télévision francophone du réseau mondial de Hope Channel, appartenant à l’Église adventiste du septième jour. C’est l’une des trois chaînes de la Division interaméricaine, couvrant principalement l’Amérique centrale et les Antilles :
- Hope Channel Inter-America – en anglais
- Espéranza TV Interamérica – en espagnol
- Espérance TV Inter-Amérique – en français

## Histoire
La création des trois chaînes interaméricaines de Hope Channel fut annoncée officiellement le 3 mars 2015, peu après le lancement d’Espérance TV sur Internet en janvier 2015. Le démarrage par satellite de ces trois chaînes se produisit le 15 septembre 2016 sur le satellite Eutelsat 113 W, couvrant toute l’Amérique centrale et le bassin des Caraïbes.

## Programmation
Le siège d’Espérance TV est à Fort-de-France à la Martinique mais la chaîne est regardée dans toute la francophonie. Sa programmation inclut des productions réalisées aux Antilles françaises et en Guyane française, dans d’autres pays francophones, en Inter-Amérique et dans d’autres régions du monde. Espérance TV présente une variété d’émissions sur les thèmes : musique, santé, famille, éducation, information, histoire, culture, mode de vie, action humanitaire, science, littérature, interviews, jeunesse et enseignement biblique. 